# Junonia wetterensis
Junonia wetterensis är en fjärilsart som beskrevs av Embrik Strand 1916. Junonia wetterensis ingår i släktet Junonia och familjen praktfjärilar. Inga underarter finns listade i Catalogue of Life.